# Don't You Want Me (canción de The Human League)
«Don't You Want Me» es una canción del grupo británico de synth pop The Human League, incluida en su tercer álbum de estudio, Dare. Fue publicado el 27 de noviembre de 1981 como el cuarto sencillo del disco. 
Es la canción más conocida y la más comercialmente exitosa de la banda. De hecho, fue número 1 durante la Navidad de 1981 en el Reino Unido, donde vendió 1.560.000 copias, ocupando el puesto nº 23 en la lista de ventas de sencillos del Reino Unido en toda su historia.
Posteriormente encabezó el Billboard Hot 100 en los Estados Unidos el 3 de julio de 1982, donde permaneció durante tres semanas.
En 1989, el artista español Tino Casal grabó una versión titulada "No fuimos héroes", incluida en su último álbum, Histeria, antes de fallecer.
En 2015, la canción fue votada por el público de su país como la nº 7 en la lista de todos los números uno de la década de los 80 en una encuesta para la cadena ITV.

## Composición
Las letras se inspiraron originalmente después de que el cantante principal Philip Oakey leyó una historia fotográfica en una revista para adolescentes. Originalmente concebido y grabado en el estudio como solista masculino, Oakey se inspiró en la película A Star Is Born y decidió convertir la canción en un dúo conflictivo con una de las dos vocalistas adolescentes de la banda. A Susan Ann Sulley se le pidió que asumiera el papel. 
Hasta entonces, a ella y a la otra vocalista femenina, Joanne Catherall, solo se les había asignado vocales de apoyo; Sulley dice que fue elegida solo por "la suerte del sorteo".
Los tecladistas Jo Callis y Philip Adrian Wright crearon partituras de sintetizadores para acompañar las letras.

## Vídeo
En 1981, la compañía discográfica Virgin se dio cuenta de que el video musical promocional se estaba convirtiendo en una importante herramienta de marketing, con el lanzamiento de MTV ese año. Como se acordó que el video de «Open Your Heart» se veía "barato y desagradable", Virgin encargó un video promocional mucho más elaborado y costoso para «Don't You Want Me».
El video de la canción fue filmado cerca de Slough, Berkshire, en noviembre de 1981 y tiene el tema de la filmación y edición de una película de misterio y asesinato, con los miembros de la banda como personajes y personal de producción. Debido a que es un video de "fabricación", tanto el equipo como el aparato de la cámara aparecen en todas partes.
Fue concebido y dirigido por el cineasta Steve Barron, y tiene en su núcleo la interacción entre una actriz exitosa (también una segunda cortadora de negativos) interpretada por Susan Ann Sulley que abandona al "director de cine" Philip Oakey en un set de filmación. Se basa libremente en la película A Star Is Born. Cerca del final del video, Wright, quien también interpreta a un editor de películas, tiene una expresión seria en su rostro, mientras que la cámara retrocede para revelar que la sala negativa donde trabajaban Oakey, Wright y Sulley es otro set de filmación (la cámara puede verse en el reflejo del espejo).

## Lista de canciones
| Versión 7" |                     |          |  |
| N.º        | Título              | Duración |  |
| 1.         | «Don't You Want Me» | 3:57     |  |
| 2.         | «Seconds»           | 4:59     |  |
| 8:56       |                     |          |  |

| Versión 12" |                                         |          |  |
| N.º         | Título                                  | Duración |  |
| 1.          | «Don't You Want Me»                     | 3:57     |  |
| 2.          | «Seconds»                               | 4:59     |  |
| 3.          | «Don't You Want Me» (Versión extendida) | 7:30     |  |
| 16:26       |                                         |          |  |